# Amphiblestrum novella
Amphiblestrum novella är en mossdjursart som beskrevs av Hayward och Thorpe 1989. Amphiblestrum novella ingår i släktet Amphiblestrum och familjen Calloporidae. Inga underarter finns listade i Catalogue of Life.